# Pierre Daniel Destigny
Pierre Daniel Destigny, né le 17 juillet 1770 à Sainneville où il est mort le 18 septembre 1855, est un horloger français.

## Biographie

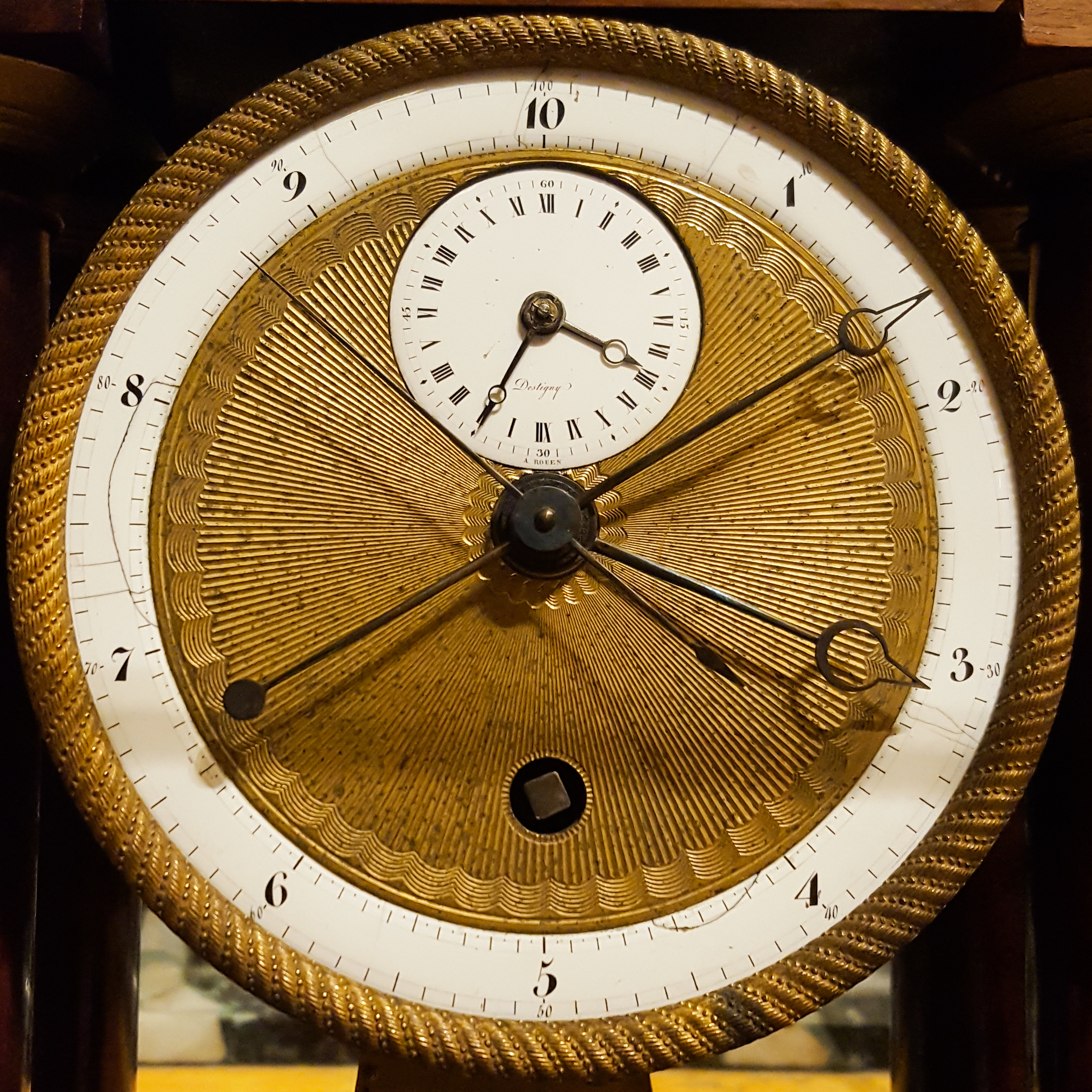
Horloge décimale avec cadran signé Destigny à Rouen.

Pierre Daniel Destigny fait son apprentissage à la manufacture royale d'horlogerie de Paris et s'établit à Rouen en 1798. Il est membre de la Société libre d'émulation de la Seine-Inférieure en 1814 et est admis à l'Académie des sciences, belles-lettres et arts de Rouen le 17 décembre 1819. Il propose d'élever à Rouen une statue à Pierre Corneille, projet qui sera réalisé par David d'Angers en 1834. Il est adjoint au maire de Rouen sous l'administration de Henry Barbet.

## Publications
- Moyen de perfectionnement d'un mécanisme employé pour rendre nulles les influences d'une température variable sur la marche des montres, présenté à la Société d'émulation de Rouen, Rouen, Impr. de F. Baudry, 1818, 14 p., in-8o
- Réflexions sur la mesure du temps, lues ... dans le courant de juillet 1826, Rouen, Impr. de N. Périaux, s.d., 10 p., in-8o
- Table indiquant la longueur que doit avoir une pendule simple ... pour faire en une heure un nombre d'oscillations donné, Caen, Impr. de B. de Laporte, 1852, 31 p., in-4°